# MADE IN Hi-High
『MADE IN Hi-High』（メイド・イン・ハイ・ハイ）は、日本のロックバンド、CHARCOAL FILTERのメジャーレーベル在籍2枚目のアルバムで、通算4枚目のアルバムである。

## 概要
- 前作より収録曲が少なめとなり、今作は全8曲収録である。
- ジャケット写真は卵から幼児が出てきた時のイメージ写真である。
- アルバムでは初めて亀田誠治がプロデューサーを務めている。
- CDエクストラに「はじけよう」のビデオクリップが収録されている。
- 初回プレス分のみ、ステッカー（4種類のうちいずれか1種）が封入される。
- メジャーレーベル在籍3枚目のシングル「卒業」は未収録となった。
- オリコン初登場6位を記録し、バンド初のトップ10入り、20万枚を超えるヒットとなった。またバンド唯一のトップ10以内にランクインした作品でもある。
- 本作収録曲の殆どが、後に発売された2枚のベストアルバムに収録されている。

## 収録曲
1. Music
2. Liberty
  - イントロが前の曲と繋がった形で収録されている。また、作詞は大塚と安井の共作であり、この曲から大塚と安井は共同で作詞を手掛けるようになる。
3. Kazematic
  - 初めて安井が単独で作曲を手掛けた曲。
4. Brand-New Myself
  - 最大の売り上げを記録したメジャーレーベル在籍4枚目のシングル。副題の『〜僕にできること』が省略されている。
5. Lonely holiday
6. Seeds of future
7. Happy hungry days
  - ケンタッキーフライドチキン「夏のチキン・キャンペーン」CMソングで、アルバム曲で初のタイアップ曲である。
8. 日常
  - 唯一の日本語タイトルである。

### クレジット
- 作詞：CHARCOAL FILTER（#1）　大塚雄三（#2～8）　安井佑輝（#2）
- 作曲：CHARCOAL FILTER（#1, 2, 6, 7）　安井佑輝（#3, 5, 8）大塚雄三（#4）　小名川高弘（#5, 8）
- 編曲：亀田誠治 & CHARCOAL FILTER（全曲）